# 존 리드 (1887년)

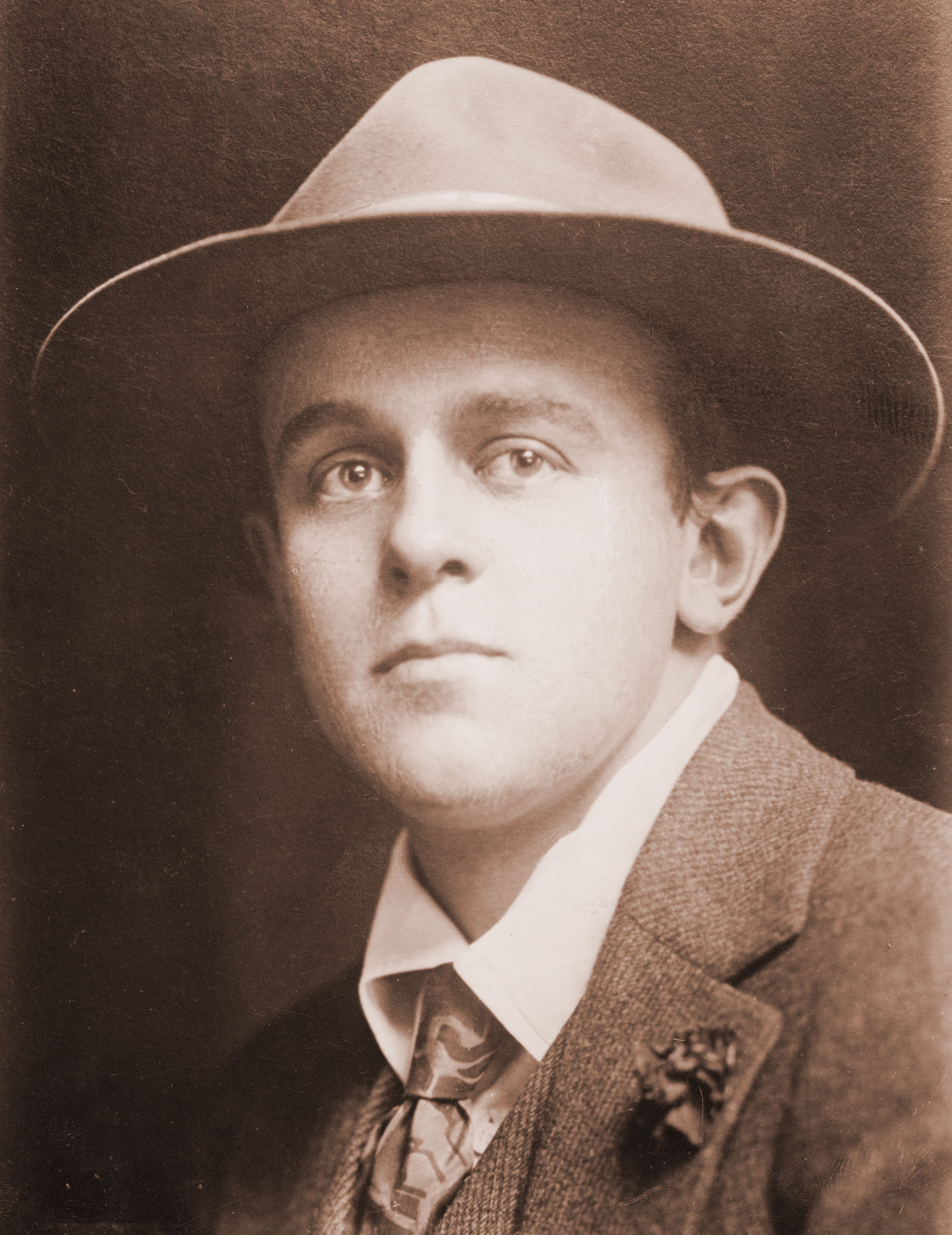

존 사일러스 "잭" 리드(John Silas "Jack" Reed: 1887년 10월 22일-1920년 10월 17일)는 미국의 언론인, 시인, 사회주의 운동가다. 볼셰비키 혁명을 직접 보고 기록한 수기 『세계를 뒤흔든 열흘』이 대표작이다. 1916년 여성주의 운동가 루이즈 브라이언트와 결혼했다. 1919년 미국 공산당의 전신인 미국 공산노동당 창당에 참여했고, 1920년 러시아에서 티푸스로 죽었다. 크렘린 벽 네크로폴리스에 묻힌 세 명의 미국인 중 한 명이다.

## 같이 보기
- 가타야마 센
- 노먼 베순